# Trials Evolution
Trials Evolution ist ein herunterladbares 2½D-Plattform-Rennspiel, welches von RedLynx entwickelt und von Microsoft Studios am 18. April 2012 veröffentlicht wurde. Der Spieler steuert einen Motorradfahrer beim Überqueren von Hindernissen. Die Gold-Edition von Trials Evolution wurde am 21. März 2013 veröffentlicht.

## Spielprinzip

### Einzelspieler
In Trials Evolution, steuert der Spieler einen Motorradfahrer von Anfang bis Ende eines Parcours, wobei eine Reihe von Hindernissen zu überwinden sind. Ziel ist es, den Kurs so schnell wie möglich und mit möglichst wenigen Unfällen abzuschließen. Das Spiel nutzt 3D-Grafik, wird aber nur auf einer 2D-Ebene gespielt, sodass man den Fahrer nur vorwärts und rückwärts bewegen kann. Außerdem kann der Spieler die Neigung des Motorrads bei langsamer Geschwindigkeit oder in der Luft kontrollieren. Im Spiel sind 50 Einzelspieler-Level enthalten.

### Mehrspieler
Trials Evolution enthält einen Multiplayer-Modus, der bis zu vier Spieler auf dem gleichen System oder über das Internet spielen lässt. An einem Gerät lassen sich nur sog. „Supercross-Maps“ spielen, auf denen vier Motorräder nebeneinander fahren können. Online sind diese Maps auch spielbar, allerdings kann man dort auch normale Maps spielen, bei denen die Gegner nur als Geister erscheinen. Über das Internet bzw. Xbox LIVE kann man seine Statistiken, wie z. B. erreichte Medaillen und verdientes Geld, mit denen seiner Freunde vergleichen. In Bestenlisten kann sich der Spieler sowohl mit Freunden als auch in weltweiten Listen mit allen Spielern vergleichen.

## Editor
Spieler können in dem In-Game-Editor ihre eigenen Strecken entwerfen und dann auch befahren und online mit anderen teilen. Dieses Mal stehen Spielern zwei Varianten des Editors zur Verfügung. Der Lite Editor ist ähnlich wie der in Trials HD, in dem Spieler Kurse in einer benutzerfreundlichen Art und Weise erstellen können. Das Spiel bietet dazu auch einen Pro-Editor, in dem man vollständigen Zugriff auf die Erstellung von Inhalten hat. In diesem können die Spieler nicht nur die Funktionen des Lite Editors verwenden, sondern auch Kurse in der visuellen Programmiersprache mit ganz anderen Szenarien erstellen.

## Rezeption
Das Spiel erhielt besonders gute Rezensionen. Laut dem englischsprachigen Onlinemagazin IGN werde Trials Evolution allen Spielertypen besser gerecht und sei damit noch mehr ein jedermanns Spiel. Das Spiel sei unglaublich anspruchsvoll, die Lernkurve aber weniger steil als in den Vorgängern. Gelobt wurden auch sinnvolle Online-Ergänzungen wie der Mehrspieler und das Teilen von Stecken. Das deutschsprachige Konsolenmagazin GamePro bezeichnet den Titel als würdige Fortsetzung. Lediglich bei der Grafik gebe es einige Aussetzer und die Musikstücke können auf Dauer nerven.

„Mehr Umfang, mehr Abwechslung, mehr Wettbewerb und mehr Spaß: Trials Evolution ist eine würdige Fortsetzung.“

## Fortsetzung
Am 16. April 2014 veröffentlichte RedLynx das Nachfolger-Spiel Trials Fusion für Xbox One, Xbox 360 und PlayStation 4. Das Spiel erschien als Download- wie auch als Retail-Fassung. Die Retail-Version beinhaltet neben dem normalen Spiel ein paar Extra-Spielinhalte und einen Season-Pass für geplante zusätzliche Spielinhalte. Mit Trials Rising erschien dann im Februar 2019 ein weiterer Teil der Serie.